# 冶县
冶县，中国古代的县名，位于今天的福建省，治所在今福州市鼓楼区。
西汉始元二年（前85年），因逃入山谷未迁的闽越人经常出没，遂设立冶县，隶属会稽郡。冶县建立后，会稽郡增设东部都尉以领之。东部都尉初设冶县，后移浙江东安，只留都尉属下的一员侯官镇守冶县。东汉初年，改为东冶县。废年不详，在东汉建安元年（196年）之前，已经改为侯官县。